# Chessie System
 (janvier 2022).
Le Chessie System, Inc. (sigles de l'AAR : C&O, B&O, WM) était une compagnie holding américaine qui contrôlait le Chesapeake and Ohio Railway (C&O), le Baltimore and Ohio Railroad (B&O), le Western Maryland Railway (WM), et plusieurs autres compagnies de chemin de fer de plus petite taille.
Il fut créé le 26 février 1973 en Virginie, et fit l'acquisition du C&O (qui contrôlait déjà le B&O et le WM) en juin de la même année.
Le premier novembre 1980, Chessie System fusionna avec le Seaboard Coast Line Industries (exploitant le Seaboard Coast Line Railroad) pour former la CSX Corporation, qui exploite le réseau CSX. Le B&O et le C&O continuèrent d'exister jusqu'en 1987.

## Histoire

### Création
Tout commença en 1963 lorsque le C&O racheta le B&O. Les deux compagnies continuèrent à fonctionner séparément en raison d'avantages fiscaux détenus par le B&O. La livrée extérieure des locomotives en bleu et jaune laissait penser que le B&O avait racheté le C&O. La seule distinction venait des initiales inscrites sur les flancs et du capot avant peint en jaune pour le C&O. Les deux compagnies utilisèrent leur propre système de numérotation. Mais cela changea en 1964 quand les nouvelles GP35 furent achetées et numérotées selon les règles du C&O. Au cours des années 1966 et 1967, les immatriculations furent unifiées pour le C&O, B&O, WM et également pour le Central of New Jersey CNJ et le Reading contrôlés par le B&O. Avec l'achat des SD40 en 1967, le jaune fut retiré des machines du C&O. En 1971, avec l'échec des négociations de fusion avec le N&W, ce dernier, qui avait déjà adopté le bleu et jaune, changea sa livrée pour le noir et blanc. Lorsque le C&O et le B&O entamèrent la procédure de fusion, le Reading ne parvint pas à en faire partie, à la différence du WM qui était déjà contrôlé par le B&O. En 1972 la livrée du Chessie System avec le logo du chat fut adoptée.

### La Holding Chessie System
Elle fut créée le 26 février 1973 par Cyrus S Eaton, lorsque le C&O absorba le B&O et plus de 90 % des actions du Western Maryland WM, pour devenir la maison mère du groupe. Le 15 juin 1973 B&O, C&O et WM furent filialisés dans le Chessie System qui conserva le logo du C&O et continua d'exploiter le parc de wagons aux couleurs des anciennes compagnies comme le Chicago South Shore & South Bend, aujourd'hui revendu à Anacostiade. Le WM continua d'utiliser ses propres couleurs rouge, blanc et noir pour ses machines de première génération (Alco et F units); seule la GP9 reçut la livrée Chessie en 1975. Puis en 1976 ses ateliers furent fermés et transférés à Cumberland. Lorsque les vieilles machines du WM étaient réformées, elles étaient remplacées par des GP9 bleues et jaunes du C&O avec le nouveau sigle WM sur le côté. D'autres machines du C&O furent louées au Santa Fe dans les années 1980. Le Chessie System tirait la majorité de ses revenus du transport de charbon des mines de la Virginie-Occidentale. La holding Chessie System n'avait pas de matériel roulant à son nom.

### CSX
Les deux holdings de tête Chessie System et SCL Industries (société mère de Seaboard Coast Line), fusionnèrent le 1er novembre 1980 pour former la nouvelle holding CSX Corporation. Le 1er janvier 1983, Family Lines devint Seaboard System et les SD50 nouvellement commandées furent immatriculées selon la numérotation du Chessie System. Les machines reçurent la nouvelle livrée Seaboard System, provoquant la perte de leur identité d'origine. Le C&O fusionna le WM dans le B&O le 1er mai 1983. Puis le C&O fusionna le B&O le 30 avril 1987. Enfin le C&O fusionna avec CSX Transportation le 31 août 1987. À cette période, 75 % des machines du Chessie System avaient la livrée Chessie. À partir de 1986 les deux compagnies commencèrent leur consolidation avec les nouvelles livrées CSX, mettant un terme à la période Chessie System. Bien que CSX ait attribué les numéros pour la première génération de diesels, beaucoup ne furent jamais peints ou renumérotés. Plus tard CSX décida de ne pas repeindre toute sa flotte de diesels de seconde génération car la réforme était proche. Certains reçurent la livrée noire et orange réservée pour la maintenance des voies. Actuellement très peu de machines ont la livrée Chessie et encore moins la bleue et jaune de la période C&O/B&O.

## Logo et livrée
Le logo, adopté en 1972, était le « Ches-C ». Il stylisait le fameux chaton « Chessie » utilisé par le C&O depuis 1933. Le Ches-C était peint comme blason sur la face avant et sur les flancs de toutes les locomotives du groupe Chessie System, ainsi que sur les wagons. Les locomotives partageaient une livrée commune constituée de jaune, vermillon et bleu, avec comme seule distinction le logo de la compagnie propriétaire: C&O, B&O, ou WM.

## Les locomotives célèbres
Il y en eut 3 et elles furent toutes des EMD GP40-2 du B&O. La première fut la « B&O 1977 » pour célébrer le 150e anniversaire du B&O ; elle fut numérotée B&O 4100 puis 4163. La seconde fut la B&O GM50 peinte en or pour célébrer le 50e annivairaire de GM-EMD puis fut repeinte en 1984 sous le n°4164. La dernière fut la B&O  n°4447 qui tractait le train présidentiel de Ronald Reagan en 1984 dans l'Ohio. Pour le jubilé du 150e anniversaire du B&O, une locomotive à vapeur du Reading Railroad de type 4-8-4 fut employée pour une tournée nationale sous le nom de "Chessie Steam Special" ; après un incendie survenu en 1979, la machine fut restaurée et exposée au B&O Railroad Museum de Baltimore.